# Erwin Kerber
Erwin Kerber (* 30. Dezember 1891 in Salzburg; † 24. Februar 1943 ebenda) war ein österreichischer Theaterintendant und Direktor der Wiener Staatsoper von 1936 bis 1940.

## Leben
Erwin Kerber, Sohn von Hermann Kerber, der sich als Konzertveranstalter bereits um das Musikleben in Salzburg verdient gemacht hatte, studierte an den Universitäten in Wien und Innsbruck Rechtswissenschaften. Während seines Studiums wurde er 1911 Mitglied der Landsmannschaft der Salzburger Wien. Er wurde 1919 zum Dr. iur. promoviert.
Danach arbeitete er als Sekretär der Salzburger Festspielhausgemeinde (später Geschäftsführer) und wirkte als solcher auch bei der Gründung der Salzburger Festspiele mit. 1933 holte ihn Clemens Krauss als Direktionsrat an die Wiener Staatsoper, 1935 wurde er Verwaltungsdirektor. Vom 1. September 1936 bis 31. August 1940 war Kerber dann Direktor der Staatsoper, an der er auch als Regisseur und Bearbeiter von Libretti tätig war. Im künstlerischen Bereich wurde er besonders von Bruno Walter und Hans Knappertsbusch unterstützt.
Nach dem „Anschluss“ Österreichs setzte er die Auflagen der Nazis um, indem mehr als 200 Juden und sogenannte „jüdische Mischlinge“ sowohl aus dem künstlerischen als auch dem Verwaltungspersonal entlassen wurden, darunter auch Publikumslieblinge wie Richard Tauber. Wie viele andere, stellte sich auch er der Nazi-Propaganda für den Wahlaufruf der Wiener Künstler zur „Volksabstimmung“ zur Verfügung. Andererseits half er aber auch der bereits verhafteten Tochter von Bruno Walter bei ihrer Flucht aus Österreich und unterstützte seinen Mitarbeiter Heinrich Reif-Gintl. Josef Krips verhalf er zu einem Engagement an der Oper in Belgrad. Oliver Rathkolb vermerkt zu Kerber, dass er zwar vereinzeltet Hilfestellungen an Betroffene der Arisierung geleistet hat, aber großteils alle Maßnahmen des NS-Regimes mitgetragen hat.
In seiner Ära kam es zu fünf Uraufführungen. 1937: Die Sühne. (Josef Wenzl-Traunfels), Die fremde Frau (Marco Frank) und Wallenstein (Jaromír Weinberger); 1938: Iwan Sergejewitsch Tarassenko (Franz Salmhofer); 1939: Königsballade (Rudolf Wille) sowie zur Erstaufführung von Friedenstag (Richard Strauss). Zu den von ihm ans Haus verpflichteten Sängern zählten u. a. Hilde Konetzni, Maria Reining, Esther Réthy, Herbert Alsen, Anton Dermota, Alfred Poell, Paul Schöffler und Set Svanholm sowie der Regisseur Oscar Fritz Schuh.
1942–1943 übernahm Kerber die Intendanz des Salzburger Landestheaters. Er starb an den Folgen eines Herzinfarkts, den er bei einer Theaterprobe erlitten hatte.
Ein Teilnachlass Erwin Kerbers befindet sich heute in der Musiksammlung der österreichischen Nationalbibliothek.

## Privates
Kerber war mehrmals verheiratet. Seine erste Ehefrau, Käthe Unterrainer, verstarb 1931, wobei das Paar bereits davor geschieden wurde. Nachdem eine kirchliche Trauung aufgrund der vorherigen Scheidung verweigert wurde, heiratet Kerber am 30. Jänner 1930 Hilde Erika Dora Czell, die 19 Jahre jünger als Kerber war. Kurz vor seiner dritten Hochzeit wurde Kerbers zweite Ehe sowohl vom Landesgericht Salzburg, als auch vom Obersten Gerichtshof in Wien für ungültig erklärt.  Kerbers letzte Hochzeit, mit der Wiener Tänzerin Anna Horvath, fand am 13. September 1935 statt. Das Paar hatte einen gemeinsamen Sohn.

## Schriften
- Ewiges Theater. Salzburg und seine Festspiele. Piper, München 1935.